# LOIC
LOIC (акронім від Low Orbit Ion Cannon) — програма з відкритим вихідним кодом для здійснення мережевих атак, написана мовою програмування C#. Спочатку розроблена компанією Praetox Technologies, але пізніше була опублікована як суспільне надбання. Програма виконує розподілену атаку «відмова в обслуговуванні» (англ. Denial of Service — DoS) шляхом постійного відправлення на потрібний сайт або сервер TCP-, UDP-пакетів або HTTP-запитів з метою появи збоїв в функціонуванні певного хоста.
Існує також редакція програми LOIC Hive Mind, здатна автоматично отримувати завдання на атаку через IRC, RSS або Twitter, що дозволяє централізовано запускати DDoS-атаки (англ. Distributed Denial of Service — DDoS) з використанням комп'ютерів добровольців.

## Походження назви
LOIC це акронім від Low Orbit Ion Cannon (Низькоорбітальна Іонна Гармата), вигадана зброя з серії ігор Command & Conquer.

### Протистояння
Експерти з безпеки яких процитувала BBC зазначили, що добре написані правила брандмауера можуть відфільтрувати більшу частину трафіку від DDoS-атак LOIC'а, таким чином запобігаючи 100-відсотковій ефективності DoS-атак.

## Визначні застосування
LOIC було використано у Проекті Chanology, який є відгалуженням групи Безосібних, для нападу на сайти Саєнтології, а потім пізніше використаний Безосібним задля атаки на сайт Асоціації звукозаписувальних компаній Америки (англ. RIAA) в жовтні 2010 року, і пізніше знову під час Операції Payback у грудні 2010 року щоб напасти на сайти компаній і організацій, які виступали проти WikiLeaks. LOIC був використаний великою кількістю атакуючих, попри те що брандмауер міг без труднощів відфільтрувати їхні запити, перетворюючи їхню атаку лише на частково успішну.
Понад 30 000 завантажень інструменту, як повідомлялося, сталося між 8 і 10 грудня 2010. Якщо напад не проводиться за допомогою анонімізаційної мережі, такої як Tor, сайт-жертва може отримати інформацію шляхом IP-адреси. За допомогою цієї інформації ISP можуть вирахувати окремого користувача який займався DoS-атакою за допомогою LOIC'у. 27 січня 2011 року, п'ять чоловіків були заарештовані у Великій Британії у зв'язку з нападами операції Payback, у той час як в червні 2011 року ще три LOIC користувачі були заарештовані в Іспанії за участь у вебатаці. 14 червня 2011 , повідомлялося, що турецька поліція заарештувала 32 осіб, які нібито напали на урядові сайти в знак протесту проти введення державного рівня вебфільтрації. Особи, які нібито є членами групи Безосібних використовували LOIC інструментом в їх протесті..

### Протести проти закриття ex.ua
Спроби закриття в лютому 2012 року файлообмінного сервісу ex.ua спричинили хвилю протестів, що переросли в масовані DDoS-атаки.
Масовані DDoS-атаки на ресурси органів державної влади, здійснювані різноманітними суб'єктами, переважно громадянами України стали першим масованим випадком хактивізму, з яким зіткнулася Україна. Після спроб правоохоронних органів втрутитися в роботу файлообмінного сервісу було здійснено DDoS-атаки на понад 10 інтернет-сайтів органів державної влади, зокрема на сайт Президента України та сайт Міністерства внутрішніх справ України.
Атака розпочалася після того, як правоохоронні органи за позовом компаній Microsoft, Adobe, а також телеканалу «1+1» спочатку заблокували домен, а потім заарештували частину серверів компанії. Уже ввечері того ж дня внаслідок масштабних DDoS-атак було заблоковано роботу офіційних сайтів Президента України, уряду, Верховної Ради, СБУ, Національного банку України, Антимонопольного комітету, Державної податкової служби, Партії регіонів, Міністерства внутрішніх справ України. Певний час МВС було навіть змушене публікувати новини про свою діяльність на сторінках у соцмережах — ВКонтакте та Facebook.
В Інтернеті (а також соціальних мережах) активно поширювались інструкції про те, як саме можна здійснювати DDoS-атаки. Водночас, хактивісти залучили до протестів й спеціально створені для подібного роду атак інструменти, зокрема — проект «Низькоорбітальної іонної гармати».

## Версії LOIC

### Windows

#### LOIC
Власне, найперша версія програми, розроблена ще тою ж Praetox. Написана на C# і для роботи вимагає Windows та .NET не нижче 2.0 або Mono і Linux. З появою IRC-LOIC успішно відійшла в минуле.

### GAS
Форк LOIC, що містить код з різних версій (на момент написання статті підтримувалося 8 (!) Видів атак). Працює ефективніше оригінальної версії, має консольну версію, що дозволяє атакувати з сервера. Розробляється досить активно.

#### IRC-LOIC
Запорука успіху анонімусів в Operation Payback. Від звичайного відрізняється так званим «режимом хайвмайнда»: можливістю синхронізації через IRC або твіттер для одночасного удару на один сайт з десятків тисяч комп'ютерів. Завдяки такому своєрідному добровільному ботнету якимось доблесним хакерам вдалося на кілька хвилин покласти такого монстра, як сервер EveryDNS.com. На жаль, IRC-канал або, тим більше, твіттер доступний всім і кожному, що дає агентам ZOG можливість легко припиняти атаку при виявленні лігва шкідників. Вимагає Windows та .NET не нижче 3.5.

#### HOIC
Абревіатура для програми High Orbit Ion Cannon. Програма з'явилася в грудні 2010. HOIC дозволяє бомбардувати одночасно до 256 сайтів. На відміну від попередниці, яка закидає ціль сміттєвими пакетами, HOIC використовує HTTP флуд, в тому числі і POST/GET запити, змушуючи сервер генерувати у відповідь трафік, який набагато перевищує за об'ємом отриманий. Вимагає Windows, але не вимагає .NET, завдяки чому працює під Wine. Хайвмайнда не має. Але, не зважаючи на міць даної проги, в порівнянні з LOIC, вирізняється серйозним витоком пам'яті при атаці. Тому використовувати її можна недовго (а, точніше, поки файл підкачки не досягне максимального розміру).

### Універсальні

#### JavaLOIC
Як неважко здогадатися, клон, написаний на Java. Працює так само, .NET не вимагає. Хайвмайнд тільки через Twitter. У цілому — даремний і непотрібний велосипед

#### LOIQ
Ось це — справжній LOIC для лінуксоїда. Цілком повноцінна альтернатива на C++/Qt4. Є синхронізація через IRC, і навіть локалізація для тих, хто не розуміє англійської мови.

#### JS-LOIC
Тепер можна DDoS-ити навіть з телефону! І не треба нічого завантажувати і встановлювати — запрацює взагалі з будь-якої ОС, де є браузер. Проте, ефективність цієї версії нижче навіть ніж у першого LOIC.

#### Унікальні
Путін підриває будинки(рос. ПутинВзриваетДома) — (Низькоорбітальна Іонна Гармата — Онлайн) — зовсім унікальний сервіс. Завантажувати та встановлювати нічого не потрібно, спеціально навчений JavaScript-код сам шле різноманітні запити на потрібний сайт. Для цього достатньо лише натиснути Велику Червону Кнопку. Тестувався під час рейду на сайти Міхалкова і показав себе як цілком серйозний інструмент.